# Halicephalobus mephisto
Halicephalobus mephisto is een rondworm, ontdekt in 2011. Het werd ontdekt tussen een aantal andere spoelwormen door Gaetan Borgonie en Tullis Onstott in diverse goudmijnen in Zuid-Afrika tot ongeveer 3,6 kilometer onder het aardoppervlak.
De constatering is belangrijk omdat er geen ander meercellig organisme ooit is ontdekt dieper dan 2000 meter onder het oppervlak van de aarde. De onderzoekers kwamen de rondworm op het spoor door het grondwater in een Zuid-Afrikaanse mijn grondig te filteren. Ze vermoeden dat de ontdekte wormen oorspronkelijk boven de grond leefden.
Het water waarin de wormen zich bevinden, is 3000 tot 10.000 jaar oud.
Over de indeling van het geslacht waartoe deze soort behoort, bestaat geen consensus. Hier wordt de indeling gevolgd van de Encyclopedia of Life.